# Yihadismo en España
El terrorismo yihadista en España son los actos terroristas cometidos en España por grupos islamistas de ideología yihadista. España es objetivo de la yihad global promovida por Al-Qaeda. A los ojos de los yihadistas, España forma parte de la conspiración mundial de los ‘cruzados y judíos’ para acabar con el Islam. 

## Objetivos
Según la declaración de guerra firmada por Bin Laden en 1998, la misión de matar a los americanos y a sus aliados –civiles y militares- es un deber individual de todo musulmán que puede realizar en cualquier país en el que sea posible. Por ello, para los que siguen la yihad global promovida por Al-Qaida el asesinato de españoles puede formar parte de misiones futuras. El 20 de octubre de 2004 Bin Laden dice en otra grabación: "Nos reservamos el derecho a responder en el momento y el lugar oportunos a todos los países que participan en la guerra de Irak, en particular Reino Unido, España, Australia, Polonia, Japón e Italia. Además, en un mensaje difundido en la televisión Al Jazeera, Al Qaeda ha señalado a Ceuta y Melilla como objetivos terroristas de forma explícita comparando su situación con la de Chechenia.

Deseo a los militantes de Al-Qaida en el norte de África «que Alá os conceda el favor de pisar pronto con vuestros pies puros sobre el usurpado Al-Andalus»
 Al-Zawahiri

Máxima extensión de Al-Ándalus en el año 732. Los yihadistas ven a España como tierra del islam invadida por infieles.

Hoy en día hay numerosos colegios de la umma que incorporan en los mapas de Dar al-Islam al Al-Ándalus medieval. Uno de los objetivos del terrorismo Yihadista es recuperar todos los territorios que fueron islámicos. Y ha habido menciones especiales a España por parte de Osama bin Laden y Al-Qaeda sobre la recuperación de al-Ándalus.
Una proporción considerable de los individuos condenados por su participación en el terrorismo yihadista se radicalizaron cuando ya residían en España. La mayor parte de estos eran varones menores de 30 años.

## Contexto histórico
El asentamiento de células y redes de terrorismo yihadista en España es más reciente. Las primeras detenciones tuvieron lugar en 1997; lo que indica que el inicio de los contactos y el traslado de residencia de los terroristas comenzaron a principios de la década de los noventa. Es en esos años cuando estalló la guerra civil argelina y por ese motivo el Grupo Islámico Armado (GIA) y el Frente Islámico de Salvación (FIS) trasladaron parte de su infraestructura a la retaguardia europea.
Los planes españoles de defensa antes de los 90, durante la guerra fría se basaban en una posible invasión soviética a Europa, y la contención del ejército rojo en el Ebro. Actualmente se basan en una posible llegada al poder de los islamistas en Marruecos y una agresión contra Ceuta, Melilla y el archipiélago de las Islas Canarias. En España se han producido más de una veintena de atentados terroristas vinculados a islamistas.
Durante el Incidente de la isla Perejil, el ilegal e islamista Partido Justicia y Caridad marroquí liderado por el jeque Yasín, manifestó que tal acto por parte de España era una declaración de guerra. El Partido Justicia y Desarrollo, más moderado y legal organizó manifestaciones de rechazo, y desde entonces varios de sus miembros como Mohamed Fezzni han llamado a la yihad contra España y a la liberación de los territorios ocupados por los infieles, No solo Ceuta y Melilla sino todo al-Ándalus.
Durante la segunda legislatura del gobierno de Aznar se mantuvieron graves enfrentamientos dialécticos entre gobierno y oposición, en respuesta a la intensa campaña policial antiyihadista organizada por el gobierno.

En esta misma Cámara, Zapatero me dijo si yo era capaz de sostener que los detenidos en Barcelona eran célula Al-Qaeda”, y “el señor Caldera que si los terroristas pensaban atacar con detergente”, aludiendo al “comando Dixan”. Además, citó textualmente a Llamazares, también en sede parlamentaria: “A este paso cualquiera que sea un poco moreno y que quiera colaborar en las tareas del hogar va a ser detenido por ustedes por ser miembro de Al-Qaeda”.
José María Aznar durante la comisión de investigación del 11-M

La vinculación con el yihadismo de muchos detenidos por esta campaña no ha quedado suficientemente establecida e incluso ha dado lugar a documentales denunciándola como una campaña politizada para justificar la entrada en la guerra contra Irak.

## Historia del yihadismo en España

### 1985
El 12 de abril de 1985 se produjo el atentado terrorista del restaurante "El Descanso" de Madrid, reivindicado por un grupo de la Yihad islámica. En él murieron 18 personas y más de 100 resultaron heridas. El restaurante era frecuentado por militares estadounidenses aunque todos los fallecidos fueron españoles. La posterior investigación no pudo determinar la autoría de los atentados.

### 2003
El atentado de Casablanca (Marruecos) de mayo de 2003 tuvo como objetivos, entre otros, la Casa de España y la Cámara de Comercio de España. Los terroristas se inmolaron y entre los fallecidos y heridos hubo españoles. El simbolismo de los objetivos fue minimizado por el Gobierno, considerándose sin embargo un precedente de los atentados del 11-M del año siguiente.

### 2004

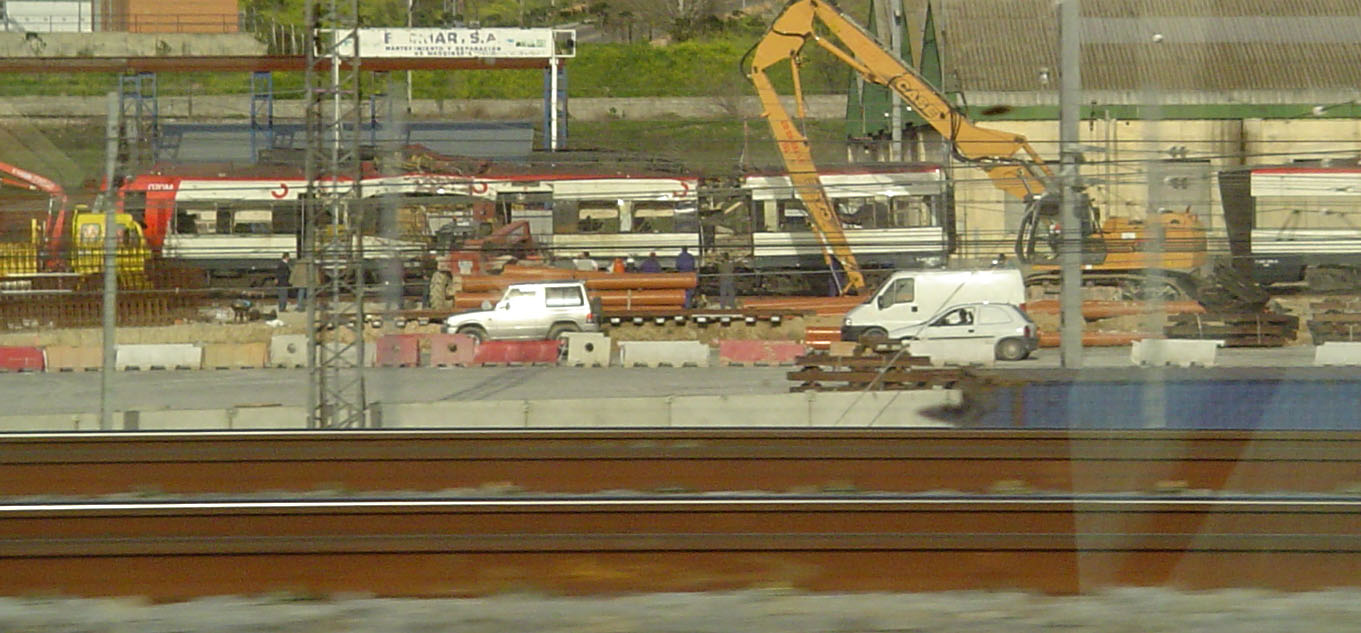
Tren de Cercanías después de los atentados del 11 de marzo, Madrid donde resultaron muertas 191 personas.

Los atentados del 11 de marzo de 2004 se saldaron con 191 personas muertas y más de 2000 heridas, siendo el atentado más sangriento ocurrido en España. Tras las explosiones, los servicios de información de la policía española así como el Centro Nacional de Inteligencia investigaron la autoría de la masacre y sus consecuencias. Aunque los primeros informes atribuyeron esta autoría a la banda terrorista ETA, ya el día 15 de marzo, se determinó que la principal línea de investigación en ese momento era que los atentados serían atribuibles a "un grupo local de personas, con organización todavía rudimentaria, que responden a orientaciones ideológicas de la Jihad Internacional" lo cual resultó ser la verdad.
Entre octubre y noviembre de 2004 la policía española detuvo a casi cuarenta individuos de origen marroquí y argelino que al parecer pretendían hacer estallar un camión suicida cargado de 500 kilos de explosivos contra el edificio de la Audiencia Nacional. Se cree que también planeaban una segunda oleada de atentados contra lugares públicos de Madrid como por ejemplo el estadio del Real Madrid, un gran edificio de oficinas, estaciones de metro y tren, etc. La red estaba formada en su mayor parte porque habían entrado en relación entre sí durante su estancia en prisiones españolas. Varios de sus miembros habían tenido relación con integrantes de la red de los atentados de Madrid.
El 16 de diciembre de 2004, el juez de la Audiencia Nacional Baltasar Garzón decretaba el ingreso en prisión incondicional de Khalid Zeimi Pardo y de Mohamed El Ouazzani, por un delito de integración en organización terrorista. Se les acusa a ambos de asistir a reuniones con otros presuntos terroristas islamistas, de la corriente salafista, en las que se pusieron de acuerdo para atentar en España como respuesta a su participación en la guerra de Irak. Estarían relacionados con una célula islamista creada en Madrid por Mustapha Maymouni, preso en Marruecos en relación con los atentados de Casablanca del 16 de mayo de 2003. Zemi Pardo fue detenido en relación con los atentados del 11-M en Madrid y posteriormente puesto en libertad. En ese mismo auto se decretaba prisión también para los ciudadanos argelinos Abdelkader Lebik y Brahim Ammam, por integración en organización terrorista islamista, como parte del grupo terrorista argelino Grupo de Protectores de la Corriente Salafista, relacionado con uno de los procesados en prisión por la célula salafista desarticulada en Cataluña en enero de 2003 y que se denominó popularmente como "comando Dixán".[cita requerida]
Entre el 13 y el 14 de diciembre de 2004, una acción policial incluida dentro de la Operación Nova acabó con la detención de tres argelinos, dos en Vitoria y uno en Teruel, acusados de organizar una célula yihadista para cometer atentados. Dos marroquíes relacionados con los atentados del 11-M fueron arrestados en Madrid.
El 17 de diciembre de 2004, una operación ordenada conjuntamente por los jueces Garzón y Del Olmo desarticuló en Lanzarote una célula de cuatro miembros del Grupo Islámico Combatiente Marroquí, que preparaba su base logística en la isla canaria tras la detención de miembros de su grupo en Francia y Bélgica. Uno de sus integrantes estaba implicado en los atentados de Atocha, mientras que otro guardaba relación con los atentados de Casablanca (Marruecos) en 2003. La documentación requisada permitía concluir que preparaban atentados en Europa contra grandes aglomeraciones de personas.

### 2005
El 22 de marzo de 2005, dos presos preventivos en la cárcel de Ceuta fueron acusados de vinculación con el terrorismo islamista, al serles intervenidos planos detallados del ferry Ceuta-Algeciras y otros documentos que hacían sospechar que planeaban un atentado.
El 1 de abril de 2005, 13 personas fueron detenidas en la Operación Saeta, desarrollada en varias localidades madrileñas. Los arrestados fueron acusados de adoctrinamiento terrorista y de implicación en los atentados de Atocha.
El 15 de junio de 2005, la policía lanzó las operaciones Sello y Tigris contra el terrorismo islámico, desarrolladas en Madrid, Valencia, Cádiz, Ceuta, y los municipios catalanes de Barcelona, Santa Coloma de Gramanet, Sabadell y Villafranca del Penedés. La primera de ellas condujo a la captura de cinco integristas que habían ayudado a huir a uno de los suicidas de Leganés y enviaban terroristas a Irak. En la segunda operación, fueron detenidos 11 yihadistas, también acusados de organizar la captación, adoctrinamiento y envío de terroristas a Irak.
El 9 de diciembre de 2005, durante la Operación Green, fueron detenidos en la provincia de Málaga siete argelinos a los que la Audiencia Nacional ha vinculado al Grupo Salafista para la Predicación y el Combate y que han sido acusados de financiar al mismo y a otras organizaciones de Al Qaeda, con envíos de dinero a Afganistán, Chechenia y Pakistán. Al menos cinco miembros consiguieron escapar, según la Guardia Civil los más altos responsables financieros. Se sospecha los vínculos con Abu El Haithem, salafista a quien se desviaban fondos. El 8 de enero de 2006 se conoció que el gobierno entregaría a Argelia a Mohamed Amine Benamoura, alias "Zacarías", uno de los presuntos salafistas detenidos en Barcelona en 2003 e integrante del "Comando Dixán".

### 2006
El 19 de enero del mismo año se ordenó judicialmente en España la captura de Salah Edinne Berkoun como implicado en la red de financiación del Grupo Salafista, dentro de la operación iniciada en noviembre del año anterior.
El 10 de enero de 2006, agentes de la Policía Nacional y la Guardia Civil detuvieron a 20 personas en Villanueva y Geltrú (Barcelona), Madrid y Lasarte (Guipúzcoa), acusadas de pertenecer a dos células islamistas dedicadas a enviar terroristas a Irak. Ambas redes estaban relacionadas con el Grupo Islámico Combatiente Marroquí, implicado en los atentados del 11-M y Casablanca, y el Grupo Salafista para la Predicación y el Combate.
El 12 de diciembre de 2006 fueron detenidos 11 yihadistas en Ceuta, en el marco de la Operación Duna, cuando los investigadores de la policía consideraron que los miembros de la célula radical planeaban pasar del discurso fanático a la acción terrorista contra un polvorín y el recinto ferial de la ciudad norteafricana.

### 2007
El 5 de febrero de 2007 fue detenido en Reus (provincia de Tarragona) un islamista acusado de planificar acciones terroristas en Marruecos y captar a jóvenes dispuestos a cometer atentados suicidas en Irak.
El 24 de julio de 2007, dos ciudadanos sirios fueron detenidos por orden de la Audiencia Nacional, acusados de blanquear dinero para financiar el terrorismo islamista.

### 2008
El 19 de enero de 2008 la Guardia Civil detuvo en Barcelona a 11 paquistaníes, acusados de planear atentados suicidas contra el metro de la ciudad catalana en respuesta a la presencia de tropas españolas en Afganistán. La colaboración de los servicios secretos franceses con el Centro Nacional de Inteligencia (CNI) resultó fundamental para desbaratar el plan terrorista. A los detenidos se les intervino material para la fabricación de explosivos.
El 10 de junio de 2008, la Policía Nacional detuvo en Barcelona, Castellón y Pamplona a ocho argelinos. La denominada Operación Submarino desarticuló una célula islamista relacionada con la financiación del terrorismo internacional, la captación de yihadistas y el apoyo logístico a integrantes de grupos pertenecientes a la estructura de Al Qaeda en el Magreb Islámico (AQMI). El 1 de agosto otro hombre fue detenido en Alicante acusado de ser el responsable de las actividades logísticas y financieras de este grupo.
El 1 de julio de 2008, cuatro presuntos financiadores de Al Qaeda fueron detenidos en Huelva y en Guipúzcoa por la Guardia Civil, y se desarticuló una célula radical vinculada a la financiación del terrorismo islamista, singularmente a través del Reino Unido. Los detenidos obtenían el dinero de negocios vinculados a la delincuencia común (falsificación de documentos y de ropa o tráfico ilegal de vehículos).

### 2009
El 17 de febrero de 2009, la policía detuvo en Granada a un militar y a su novia, de origen ruso, acusados de editar y difundir vídeos de contenido yihadista en los que se incitaba a cometer atentados en España y en los que llamaban a recuperar Al-Ándalus. Los arrestados en esta operación, dirigida por el juez Garzón, actuaban con identidades ficticias y habían colgado 11 vídeos en un portal de Internet.
El 5 de marzo de 2009, la Guardia Civil detuvo en Tarragona a un joven marroquí por su presunta vinculación con la banda yihadista denominada Fatah al-Ándalus, que preparaba atentados contra intereses turísticos en Marruecos. Según los investigadores, propuso cometer atentados en España.
El 21 de mayo de 2009, la policía detuvo en Bilbao a 12 argelinos de Orán y a un iraquí, todos investigados por presunta financiación de las actividades terroristas de AQMI en Argelia a través de narcotráfico y robos.
El 14 de noviembre de 2009, la Guardia Civil detuvo en Pamplona a un ciudadano argelino presuntamente relacionado con una organización islamista con ramificaciones en varios países europeos. El arrestado, contra quien pesaba una Orden Europea de Detención, prestaba apoyo logístico y financiero a células yihadistas argelinas. El arresto se produjo en el marco de un operativo internacional coordinado por Italia en el que fueron detenidas 10 personas.
El 30 de noviembre de 2009, ocho paquistaníes fueron detenidos en Barcelona por su presunta vinculación con redes del terrorismo islamista en Pakistán. Los arrestados falsificaban documentos, en especial pasaportes, que eran enviados a países asiáticos para su posterior utilización por parte de grupos yihadistas paquistaníes, entre ellos, el grupo Lashkar e Toiba, acusado de perpetrar los atentados de Bombay en 2008. La operación también incluyó detenciones en otros países europeos.

### 2010
El 28 de agosto de 2010, la Guardia Civil detuvo en Alicante a un marroquí por su presunta relación con Al Qaeda. El arrestado, que llevaba siete años en la provincia, supuestamente reclutaba a aspirantes a terroristas a través de Internet, y también colaboraba en la financiación del terrorismo. Además, se le acusó de haber actuado como facilitador de rutas de tránsito de posibles yihadistas hacia zonas de conflicto como Afganistán, y como coordinador de envíos de voluntarios a esas zonas.

### 2011
El 17 de agosto de 2011, un marroquí fue detenido en La Línea de la Concepción (provincia de Cádiz) por su presunta relación con la red terrorista AQMI. Se le acusó de ser el administrador y probable propietario de un foro yihadista en el que había manifestado que quería envenenar reservas de agua para consumo humano en complejos turísticos y viviendas. También fue acusado de pertenencia a banda armada por las conexiones detectadas con AQMI.

### 2012
El 27 de marzo de 2012, un hombre de nacionalidad saudí residente en España fue detenido en Valencia por la Guardia Civil. Mudhar Hussein Almaliki, conocido como el bibliotecario de Al Qaeda, era miembro activo de importantes redes globales de apología de la Yihad. Según las investigaciones, pasaba casi todo el día encerrado en casa dedicado a la gestión de webs de adoctrinamiento y captación de terroristas que también facilitaban el transporte de muyahidin voluntarios a países como Afganistán.
El 26 de junio de 2012 fueron detenidos en Melilla dos individuos relacionados con la secta integrista Takfir wal Hijra (Anatema y Exilio), acusados de un doble asesinato en Marruecos en 2008.
El 2 de agosto de 2012 fueron detenidos 3 individuos en Ciudad Real y Cádiz, sospechosos de querer atentar en España u otros países europeos. Pretendían atentar en un centro comercial de Cádiz con aeronaves teledirigidas cargadas con explosivos. En el momento de la detención de uno de los yihadistas opuso una "resistencia descomunal, aprovechando su entrenamiento militar" y tuvo que ser reducido por los Grupo Especial de Operaciones.
El 19 de octubre de 2012 fueron detenidos 6 personas en Barcelona por proporcionar documentaciones falsas a una célula de Al Qaeda asentada en Alemania, esta puede tener intención de llevar a cabo alguna acción terrorista en el país germano.

### 2013
El 7 de febrero de 2013 es detenido en Valencia un supuesto "lobo solitario". El terrorista islamista tenía pensado perpetrar atentados en España y otros países europeos.
El 11 de abril de 2013 es detenido en Tarragona un terrorista islamista, acusado de enaltecer al exlíder de Hamás y a Bin Laden.
El 23 de abril de 2013 son detenidos en Zaragoza y Murcia dos terroristas islamistas miembros de Al Qaeda.
El 12 de junio de 2013 son detenidos en Barcelona cinco personas vinculadas al terrorismo islamista que distribuinan material yihadista y fomentaban el terrorismo.
El 21 de junio de 2013 son detenidas en Ceuta ocho personas por tratar de reclutar yihadistas para combatir en Siria. Posteriormente se descubre que esta red ha enviado unos 50 terroristas a perpetrar atentados suicidas en Siria o a entrenarse en campos de entrenamiento de Al Qaeda. El ministerio del interior ha confirmado que un terrorista suicida que mató a 130 personas en Siria en junio de 2012 procedía de la red de Ceuta.
El 3 de septiembre de 2013 es detenido en Melilla un supuesto terrorista yihadista de nacionalidad marroquí y residente en la vecina ciudad de Nador. Es acusado de fomentar células terrorista en la ciudad marroquí de Nador.

### 2014
El 5 de enero de 2014 es detenida una persona en el aeropuerto de Málaga procedente de Estambul, acusado de hacer la "guerra santa" en Siria.
El 14 de  marzo de 2014 en una operación conjunta de la policía marroquí y la policía española se desartircula un grupo de reclutación que enviaba a yihadistas a la guerra civil siria. Siete personas son detenidas. Tres en Marruecos, en Nador y cuatro en España, en Málaga y Melilla.
El 30 de abril de 2014 es detenido un yihadista en el aeropuerto de Almería, de nacionalidad francesa, que regresaba de la guerra civil siria.
El 30 de mayo de 2014 son detenidas seis personas en Melilla acusadas de dirigir un red que había enviado a veinteseis personas a combatir en grupos de Al Qaeda en el Sahel.
El 16 de junio de 2014 son detenidas nueve personas en Madrid acusadas de dirigir una red que captaba y enviaba combatientes a la guerra civil siria y a la insurgencia iraquí. Entre los detenidos había marroquíes, un argentino y varios españoles.
El 16 de junio de 2014 es detenido un individuo en la ciudad andaluza de Huelva. El detenido estaba acusado de fomentar la reconquista de Al- Andalus en un foro de internet además de mandar mensajes para el reclutamiento de radicales y conseguir financiación para esos mismos fines. Esta operación no está relacionada con la desarrollada en Madrid, ese mismo día, donde fueron detenidas nueve personas.
El 24 de junio de 2014 es detenida una persona en Ceuta acusada de difundir y publicar propaganda en internet a favor de Al Qaeda y el Estado Islámico de Irak y el Levante.
El 4 de agosto de 2014 son detenidas en Melilla una mujer de 19 años y una joven de 16 que estaban dispuestas a pasar a Marruecos y desde allí unirse a algún grupo yihadista de Siria o Malí.
El 26 de septiembre de 2014 en una operación conjunta de la policía española y marroquí son detenidas nueve personas relacionadas con el Estado islámico. Ocho en Nador (Marruecos) y una en Melilla.
El 16 de diciembre de 2014 en una operación conjunta de la policía marroquí y española son detenidas siete personas. Cinco de ellas en España: una en Ceuta, una en Barcelona y otras tres en Melilla. Las dos restantes detenciones se produjeron en Castillejos (Marruecos). Los integrantes de la organización utilizaban las redes sociales y WhatsApp para captar a mujeres que se integrarían en las filas del Estado Islámico.
El 19 de diciembre de 2014, tres musulmanes residentes en Cataluña son detenidas en Bulgaria cuando viajaban para integrarse en el Estado Islámico. Dos de ellos de origen marroquí residían en Tarrasa y el otro, de nacionalidad brasileña, en Monistrol.

### 2015
El 13 de enero de 2015 es detenida en Turquía una mujer originaría de Ceuta que se dirigía hacia Siria para unirse a las filas del Estado Islámico. La mujer era familiar de un yihadista, también español, fallecido en la guerra civil siria.
El 24 de enero de 2015 son detenidas cuatro personas, dos parejas de hermanos, en Ceuta. Según la policía los yihadistas constituían una célula inspirada en el Estado islámico que estaba dispuesta a atentar en España e incluso a inmolarse.
El 24 de febrero de 2015 son detenidas cuatro personas acusadas de adoctrinamiento y reclutamiento de yihadistas. Dos de las detenciones fueron en Melilla y las otras dos en Cataluña, en San Vicente dels Horts (Barcelona) y en San Feliu de Guíxols (Gerona).
El 7 de marzo de 2015 es detenida una mujer, de nacionalidad marroquí y residente en Rubí (Barcelona), en el aeropuerto del Prat de Llobregat que regresaba de un frustrado intentado de acceder al territorio del Estado Islámico por Turquía.
El 10 de marzo de 2015 son detenidas dos personas en Ceuta acusadas de formar un grupo terrorista con intención de atentar en España.
El 13 de marzo de 2015 son detenidas ocho personas, seis hombres y dos mujeres, acusados de difundir propaganda para el Estado Islámico y captar a personas con el fin de enviarlos a Siria. Las detenciones se produjeron en Cataluña, en Manlleu, Hospitalet, Piera, Malgrat de Mar y Tarrasa, en Ciudad Real (El Fresno) y Ávila  (Cebreros).
El 31 de marzo de 2015 son detenidas cuatro persona de una misma familia, los dos padres y dos de los hijos, en Badalona (Barcelona), acusados de formar parte de una célula yihadista. Los dos hijos estaban preparados para viajar a Siria e integrarse en una organización terrorista. Un hermano de los detenidos había muerto integrado en una red yihadista en Siria en 2014.
El 8 de abril de 2015 son detenidas once personas en Cataluña acusada de formar parte de una red yihadista encargada de captar y reclutar a combatientes con el fin de integrarlos en el Estado Islámico y con el propósito de cometer atentados en Cataluña. Las detenciones se realizaron en Barcelona, Tarrasa, Sabadell, San Quirico de Tarrasa y Valls.
El 12 de mayo de 2015 son detenidas en Barcelona dos personas de nacionalidad marroquí acusadas de difundir propaganda del Estado Islámico en Internet.
El 11 de agosto de 2015 es detenido un hombre de nacionalidad española por apología del terrorismo y humillación a las víctimas. Vendía ropa con imágenes de ejecuciones y atentados del Estado Islámico.

### 2016
El 27 de julio de 2016 son detenidos en Gerona dos marroquíes de 33 y 22 años acusados de financiar al Estado Islámico.

### 2017
Atentados de Cataluña de 2017

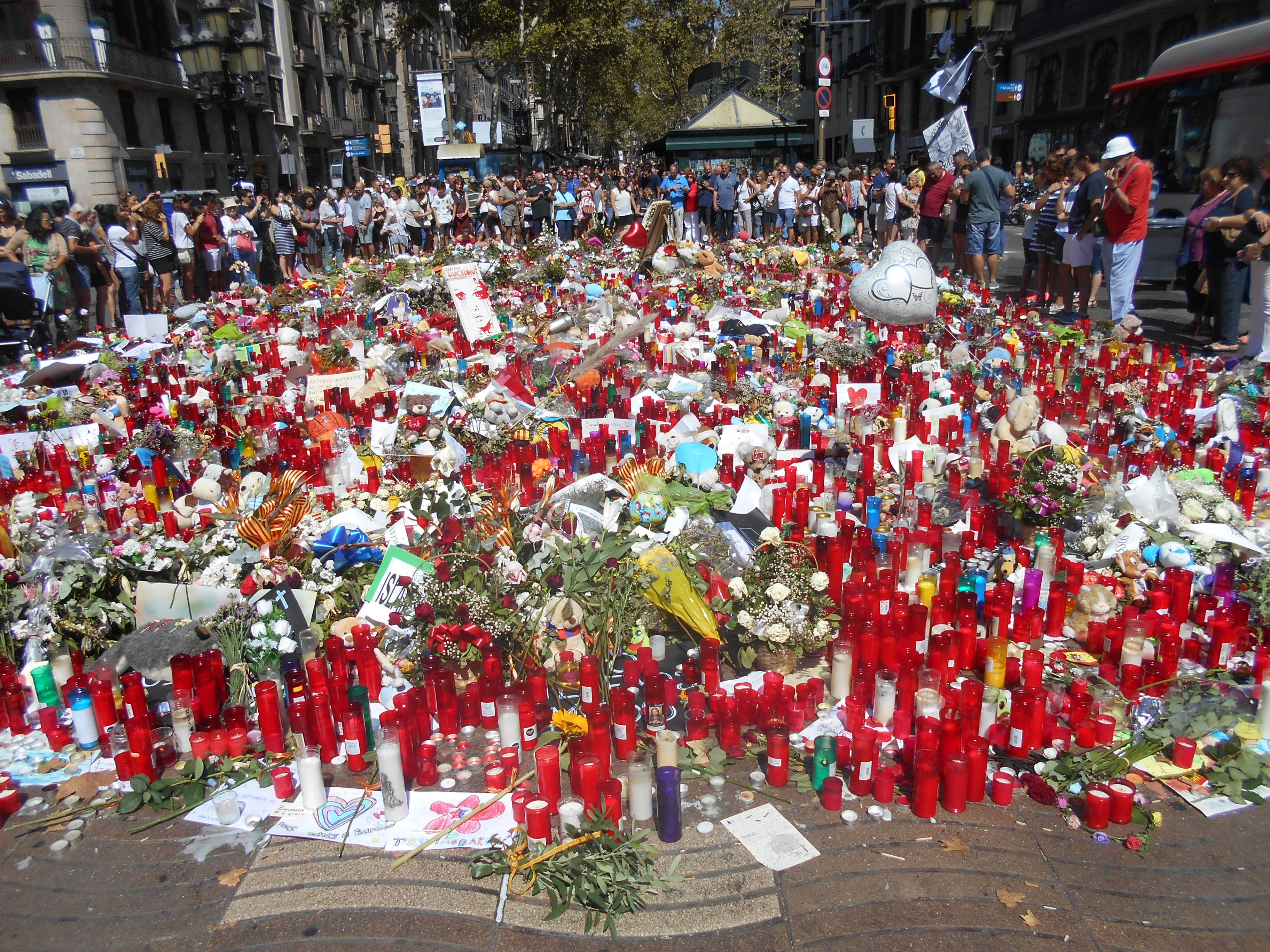
Ofrendas en memoria de las víctimas del atentado de Barcelona en el pavimento Miró.

Los atentados de Cataluña de 2017 —también conocidos como los atentados del 17 de agosto de 2017 o por el numerónimo 17A— fueron una serie de ataques terroristas que se desarrollaron en la comunidad autónoma española de Cataluña. Se iniciaron el 17 de agosto de 2017 en el paseo de Las Ramblas de Barcelona, donde sobre las 5 de la tarde se cometió un atropellamiento masivo con una furgoneta que recorrió 530 metros en la zona central del paseo, desde la calle Buen Suceso hasta el pavimento Miró, frente al Mercado de la Boquería. Horas después, Estado Islámico reivindicó el atentado mediante la agencia de noticias Amaq. En el ataque de Barcelona se produjeron 15 muertos —entre ellos dos niños de tres y siete años— y 131 heridos, 5 de ellos críticos. Diez días después, una turista alemana de 51 años murió por sus heridas, elevando a 16 los muertos. El conductor de la furgoneta, Younes Abouyaaqoub, logró escapar a pie camuflándose entre la gente cruzando el mercado de la Boquería y caminando por toda Barcelona hasta la Zona Universitaria; y cuando Pau Pérez Villán, de 35 años, estaba aparcando su coche en el aparcamiento de la Zona Universitaria, a las 6:20 de la tarde, Younes lo apuñaló en su coche, un Ford Focus blanco que utilizó para salir de Barcelona, con el cuerpo de Pau dentro, quien murió desangrado poco después del apuñalamiento. Por otro lado, horas después del ataque de Barcelona, en la noche del 17 al 18, a la 1:15 de la madrugada, se produjo otro atentado en Cambrils. Cinco presuntos terroristas fueron abatidos tras intentar saltarse un control policial de los mozos de escuadra y atropellar a seis personas, tres de ellas mozos de escuadra. Una séptima persona fue herida en la cara por ataque de uno de los presuntos terroristas que logró recorrer unos metros antes de ser también abatido. Una de las mujeres atropelladas en Cambrils murió horas después.
Hubo cuatro detenidos, tres en Ripoll, de nacionalidad marroquí, y otro en Alcanar —nacido en Melilla—. Dos de los detenidos en Ripoll son el hermano de Moussa Oukabir y un amigo del mismo. Otro individuo herido la madrugada del jueves en la explosión de Alcanar también fue detenido. Según los Mozos de Escuadra, el atropellamiento en Barcelona estaría relacionado con una explosión que ocasionó el derrumbamiento de una casa en Alcanar un día antes, el 16 de agosto. En esta casa había numerosas bombonas de butano y explosivos de fabricación casera. Su explosión obligó a los terroristas, según la policía, a cambiar los planes y optaron precipitadamente por el atropello masivo en la Rambla. El 19 de agosto se identificó al imán de Ripoll, Abdelbaki Es Satti, también de nacionalidad marroquí como el agente radicalizador de los jóvenes terroristas y posible cabecilla de la célula. El 21 de agosto se confirmó la muerte del imán en la explosión del chalet de Alcanar. Ese mismo día fue abatido Younes Abouyaaqoub en Subirats, sumando ocho los terroristas muertos (y uno herido en la ya mencionada explosión de Alcanar).

### 2019
El 9 de abril es detenido un yihadista en Marruecos, estudiante en Sevilla, que había preparado un atentado durante la Semana Santa en Sevilla.
El 21 de septiembre la policía nacional detiene en Algeciras (provincia de Cádiz) a un miembro del Daesh con documentación sobre cómo atentar.
El 5 de octubre es detenido en Parla (Madrid) un joven español de origen marroquí, con una lista de objetivo para atentar y con elementos claves para confeccionar explosivos.
El 4 de diciembre son detenidas cuatro personas, tres en Marruecos y una en Guadalajara que estaban preparando atentados terroristas en nombre del Daesh.

### 2020
El 21 de abril es detenido un yihadista extremadamente peligroso en Almería.
El 30 de abril es detenido un inmigrante de Guinea-Bissau en Madrid simpatizante del Daesh, quien había amenazado a las instituciones del Estado.
El 9 de mayo es detenido en Barcelona un yihadista listo para atentar, quien se había radicalizado en los últimos cinco años.
El 20 de mayo es detenido un yihadista en Ciudad Real, que preparaba una célula para perpetrar atentados en España.
El 6 de junio es detenido en Guadalix de la Sierra, en la Comunidad de Madrid, un marroquí de 34 años autoadoctrinado para cometer atentados por degollamiento.
El 9 de junio es detenido en la ciudad de Madrid un integrante del DAESH, quien recaudaba dinero con el fin de enviarlo a la organización terrorista en la guerra civil siria.
El 7 de octubre es detenido en Madrid un argelino quien se entrenaba como francotirador y consideraba que “Al-Ándalus tiene que volver a ser la tierra de los musulmanes.
El 16 de octubre son detenidas dos personas, una en Melilla y otra en  Mogán (Las Palmas de Gran Canaria), acusadas de buscar mujeres para que tuvieran hijos de matrimonios polígamos y proporcionaran combatientes para la yihad.
El 2 de noviembre fueron detenidas dos personas en San Sebastián y en Pasajes (Guipúzcoa). Uno de ellos un imán marroquí acusado a adoctrinar a menores extranjeros no acompañados.
El 18 de diciembre fue detenida una mujer en Cullera (Valencia), acusada de intentar viajar a Siria e integrarse en una organización terrorista.

### 2021
El 8 de enero fueron detenidas tres personas en Barcelona, dos de origen libanés y un marroquí. Dos de ellos son miembros de DAESH y se presupone que estarían dispuestos a atentar en España.

### 2022
Durante el año se detuvieron a 46 personas en 27 operaciones policiales, representando un 22 por ciento más de operaciones y un 18 por ciento más de detenidos que en el año 2021. Entre éstas destaca la detención de 11 miembros de una célula yihadista de Melilla dirigida por el imán de Melilla y dedicada a la captación y adoctrinamiento en el ideario yihadista en persona y a través de redes sociales.En febrero se detuvieron a 5 personas vinculadas a la ideología del partido radical pakistaní Tehreek-e-Labbaik que abiertamente justifica el asesinato por blasfemias contra el islam. Otros detenidos están acusados de autoradicalización, es decir, autocapacitación terrorista.

### 2023
El día 25 de enero se produce el atentado contra las parroquias de San Isidro y La Palma de Algeciras, Yasin Kanza; un inmigrante en situación irregular de origen marroquí, comenzó en solitario una serie de ataques con machete sobre las Parroquias de San Isidro y la Parroquia de La Palma, en la población de Algeciras. Estos ataques tuvieron lugar entre las 18:30 y las 19:37. Finalmente estos ataques se saldaron con una víctima mortal, el sacristán Diego Valencia y un herido, el sacerdote salesiano; Antonio Rodríguez Lucena. La Audiencia Nacional que sigue el caso, lo investiga como un ataque de carácter yihadista.